# Cassone (Venetien)
Cassone ist eine Fraktion der italienischen Gemeinde (comune) Malcesine in der Provinz Verona, Region Venetien.

## Geographie
Der Ort liegt am Ostufer des Gardasees in Luftlinie etwa 36 Kilometer nordwestlich der Provinzhauptstadt Verona und vier Kilometer südlich von Malcesine an den Ausläufern des Monte Baldo. Wenige hundert Meter südöstlich von Cassone befindet sich mit der Insel Trimelone, die drittgrößte Insel des Sees. In Cassone entspringt der nur 175 m lange Fluss Aril, der nahe dem Hafen in den Gardasee mündet.

## Geschichte
Der Ort wurde erstmals 1022 urkundlich erwähnt. 1913 hielt sich der österreichische Künstler Gustav Klimt während seines Ferienaufenthaltes im nahen Malcesine in Cassone auf und verewigte die neue Pfarrkirche oberhalb des Ortszentrums in dem Gemälde „Kirche in Cassone am Gardasee.“

## Sehenswürdigkeiten
- Einsiedelei der heiligen Benigno und Caro. Im 16. Jahrhundert an der Stelle erbaute Kapelle, an der der Legende nach die beiden heiligen Benigno und Caro zwischen dem 8. und 9. Jahrhundert als Einsiedler lebten. Die Kapelle liegt etwa 800 Höhenmeter über dem See an den Abhängen des Monte Baldo.[2]
- Alte Pfarrkirche SS. Benigno e Caro aus dem 15. Jahrhundert. Dient nach der Einweihung der neuen Pfarrkirche nur noch als Oratorium.[1]
- Die neue in der zweiten Hälfte des 18. Jahrhunderts errichtete spätbarocke Pfarrkirche, die ebenfalls den heiligen Benigno und Caro geweiht ist.[3]

## Verkehr
Durch Cassone führt die Staatsstraße SS 249 „Gardesana Orientale“.

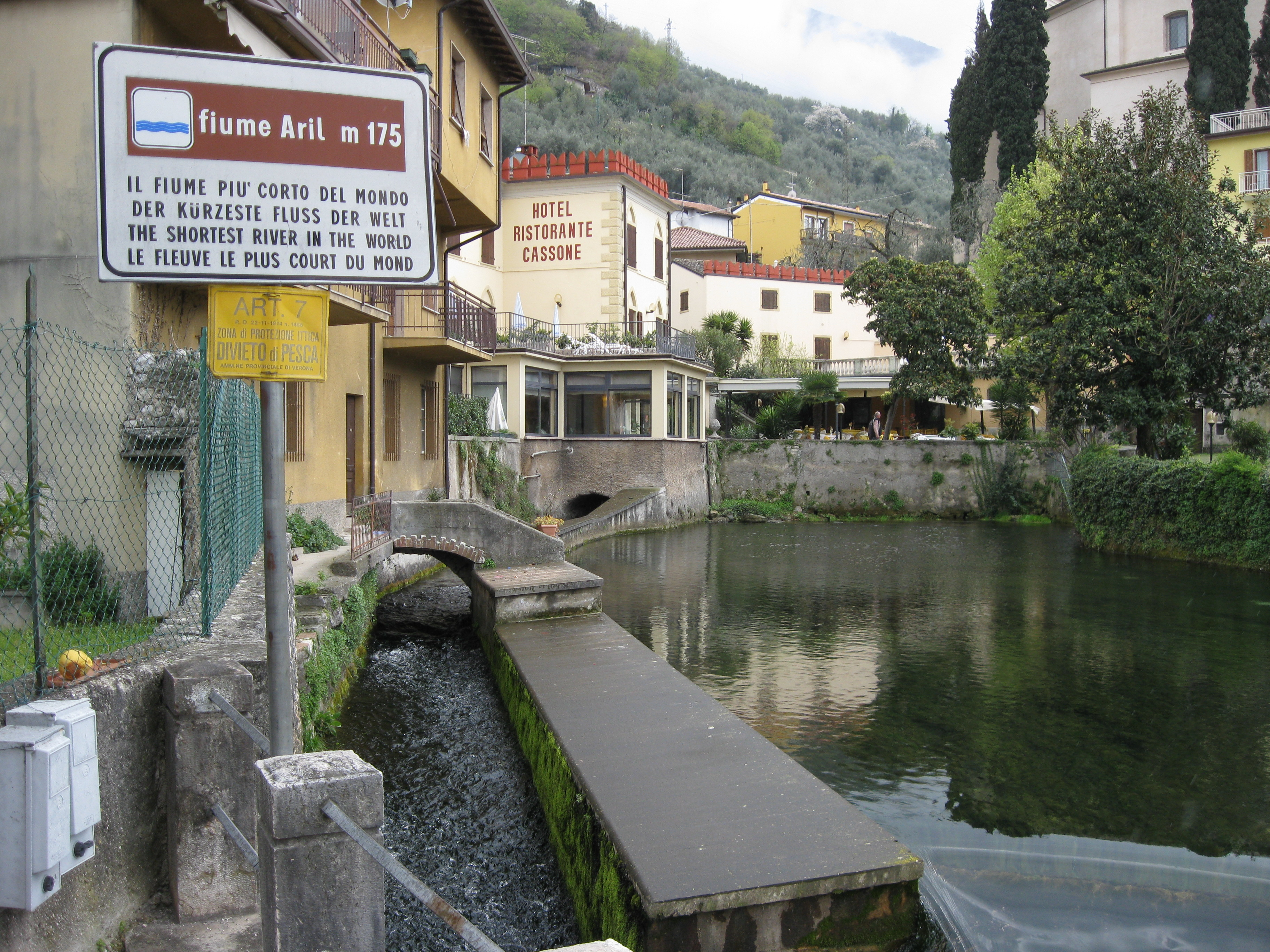
Aril, der „kürzeste Fluss der Welt“
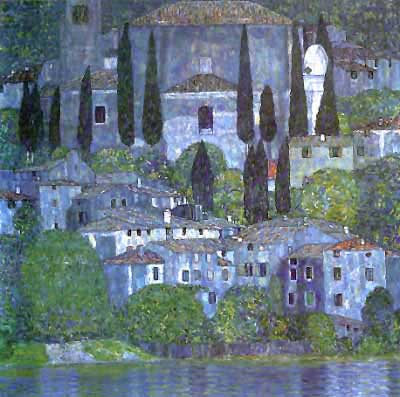
Gemälde Gustav Klimt
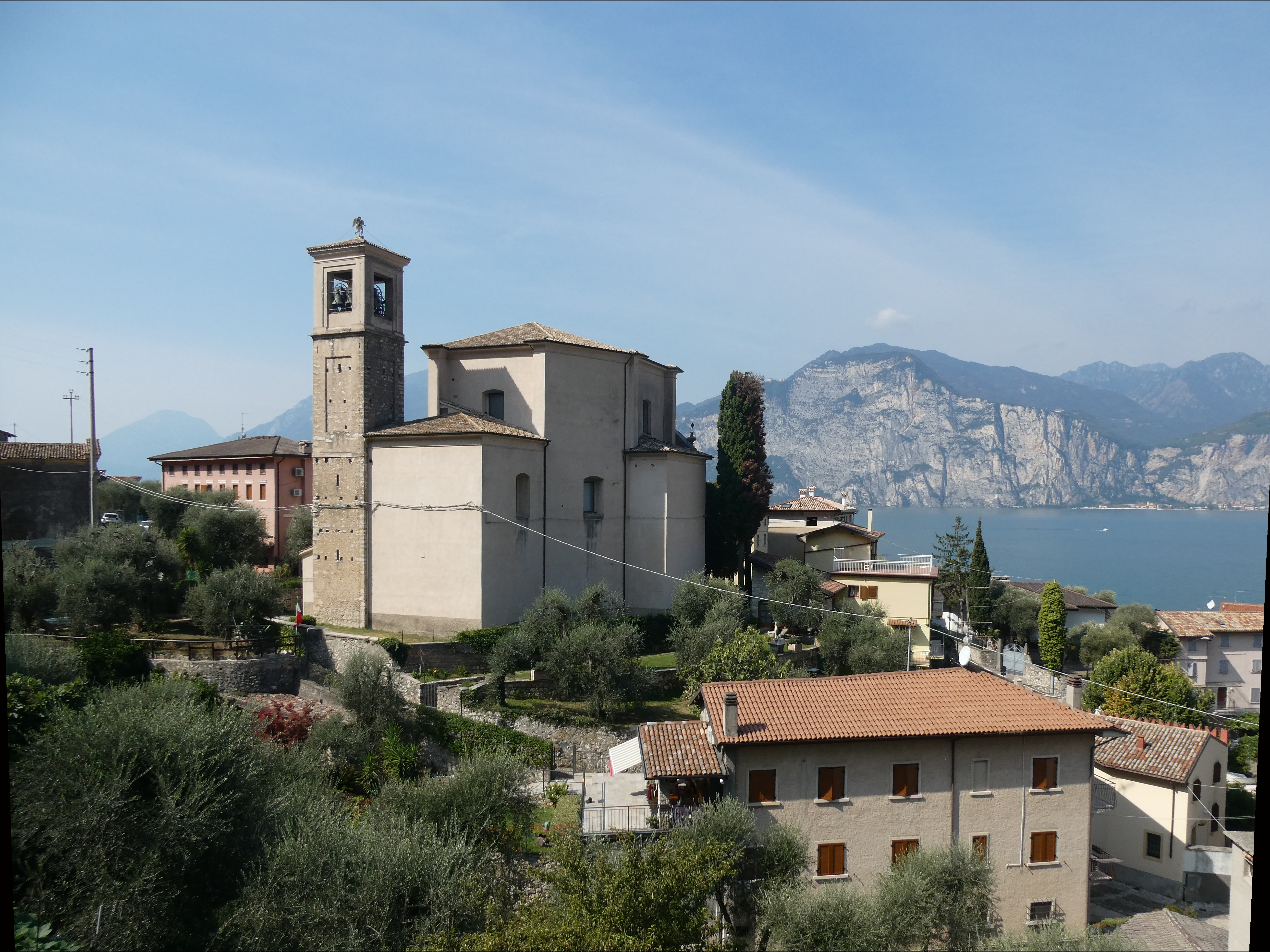
Neue Pfarrkirche SS. Benigno e Caro
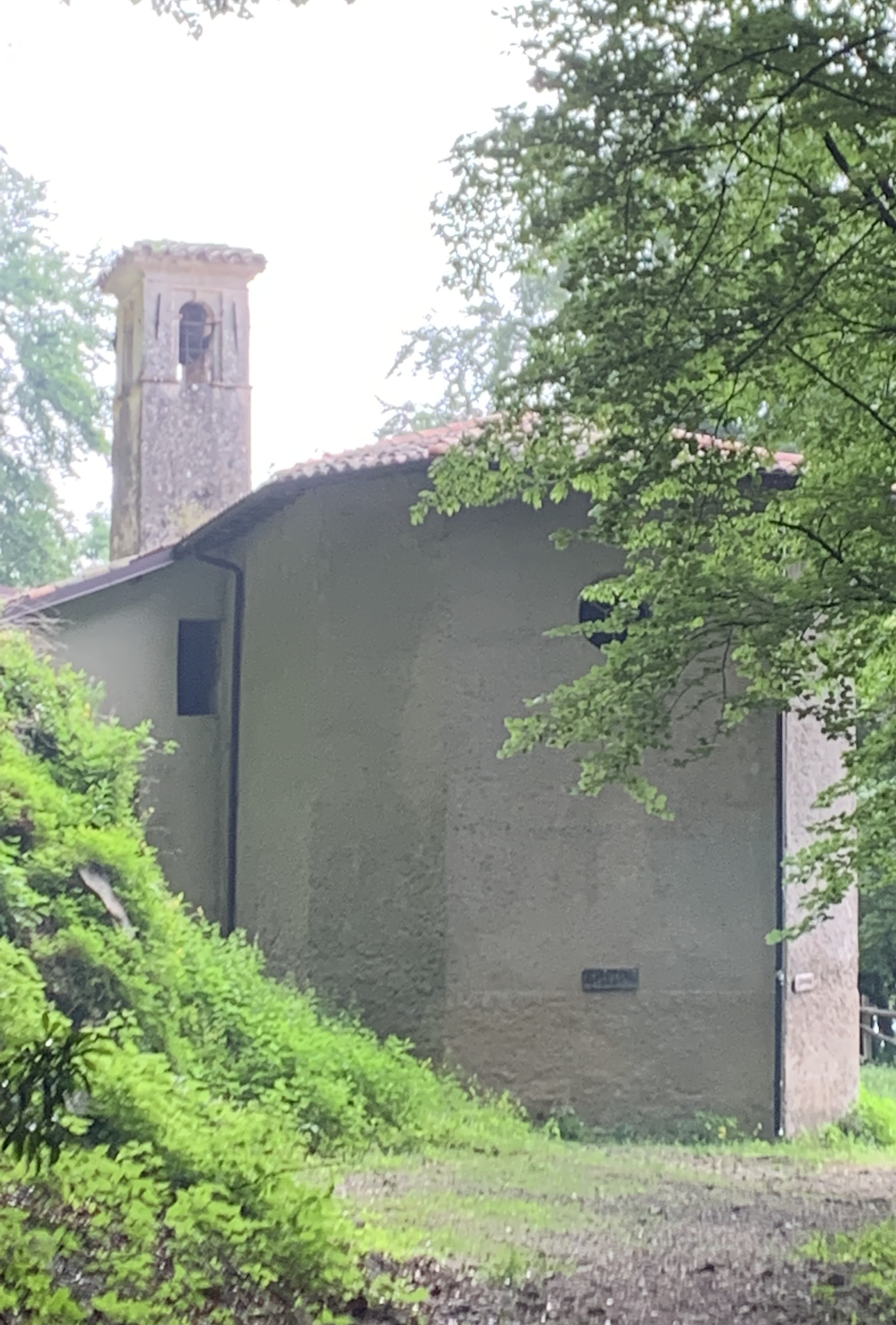
Einsiedelei Benigno e Caro